# Der Meisterdieb von Paris
Der Meisterdieb von Paris ist ein britischer Kriminalfilm aus dem Jahr 1949. Er kam am 1. Dezember 1949 in die britischen Kinos und am 25. August 1950 in die deutschen Kinos.

## Handlung
1913 verfolgt Fernand Maubert, der Polizeichef von Paris, Philippe Lodocq, einen Bankräuber. Er ist Verdächtiger bei einigen Diebstählen, hat aber immer ein Alibi. Bei seinem letzten Raubüberfall nahm Maubert die Komplizin von Lodocq, Madeleine Saincaise, gefangen.
Als Saincaise freigelassen wird, gibt Maubert ihr den Rat sich von Lodocq fernzuhalten. Gleichzeitig ist Maubert von Saincaise beeindruckt und beginnt sie zu umwerben. Als Lodocq zu ihr kommt, steht sie zu ihm, aber er meint es sei zu gefährlich, wenn sie gemeinsam gesehen würden. Außerdem würden sie in einer Beziehung irgendwann langweilen. Als Maubert Lodocq trifft, sagt er ihm, dass die Beziehung mit Saincaise etwas Besonderes.
Aufgrund eines Informantentipps überrascht die Polizei Lodocq bei einem Diebstahl. Er kann entkommen, aber Jean Louis, sein Assistent, und ein Polizist werden getötet. Lodocq überredet Saincaise ihn ein Alibi zu geben. Maubert weiß aber, dass sie lügt. Er kann es aber nicht beweisen.
Dann erfährt Maubert, dass Lodocq Alfred Louis, Jeans Bruder, für seinen nächsten Diebstahl anheuert. Maubert bringt ihn dazu Lodocq zu verraten. Bei Ausbruch des Ersten Weltkrieges ist Lodocq inhaftiert.
Während des Krieges wird Maubert Major der französischen Spionageabwehr. Der Kriegsminister teilt ihm mit, dass sich eine Liste, die die Namen der deutschen Spione in Frankreich enthält, in einem Safe in Bern in der neutralen Schweiz befindet. Maubert meint, dass Lodocq der einzige Mensch ist, der die Liste besorgen kann. Maubert bietet Lodocq für den Erfolgsfall die Begnadigung an. Als Maubert Saincaise aufgibt, stimmt Lodocq zu.
Der Diebstahl verläuft reibungslos. Als Lodocq in Saincaises Wohnung eintrifft, findet er dort einen verzweifelten Maubert. Es stellt sich heraus, dass der Name von Madeleine Saincaise auf der Liste stand. Sie soll deshalb wegen Hochverrat hingerichtet werden. In der letzten Szene sieht man wie Lodocq als anonymer Soldat zur Schlacht um Verdun aufbricht, was einem Selbstmordkommando gleichkommt.

## Produktion
Die Geschichte basiert auf einer wahren Geschichte.
Die Dreharbeiten begannen im Mai 1949. Sie fanden über drei Wochen in Paris statt und wurden dann in den Pinewood Studios in London fortgesetzt. Unter dem Titel "Die Spinne und die Fliege" wurde der Film am 16. Oktober 1965 erstmals im Deutschen Fernsehen (ARD) gezeigt.

## Kritik
„Das perfekte Zusammenspiel der Charaktere täuscht kaum über die Schwächen des Drehbuchs hinweg. Fazit: Trotz Ironie und gutem Spiel kein Hit.“

## Synchronisation
Die Synchronisation wurde im Eagle-Lion Synchron Atelier in Hamburg durchgeführt. C. W. Burg schrieb das Dialogbuch und führte Regie.
| Darsteller   | Sprecher        | Rolle               |
| ------------ | --------------- | ------------------- |
| Harold Lang  | Hans Quest      | Belfort             |
| Eric Portman | Hans Paetsch    | Fernand Maubert     |
| Nadia Gray   | Marianne Kehlau | Madeleine Saincaize |
| George Cole  | Harry Meyen     | Marc                |